# Michalovice (Litoměřicei járás)
Michalovice település Csehországban, a Litoměřicei járásban. Michalovice Velké Žernoseky, Žalhostice, Malíč és Litoměřice településekkel határos. Lakosainak száma 159 fő (2024. január 1.).

## Népesség
A település lakosságának változását az alábbi diagram mutatja:
| Lakosok száma | 315  | 265  | 243  | 184  | 124  | 143  | 152  | 151  | 160  | 159  |
|               | 1869 | 1890 | 1921 | 1950 | 1980 | 2001 | 2017 | 2019 | 2022 | 2024 |